# Dalla
Dalla is een geslacht van vlinders van de familie dikkopjes (Hesperiidae), uit de onderfamilie Heteropterinae.

## Soorten
- D. agathocles (Felder & Felder, 1867)
- D. bubobon (Dyar, 1921)
- D. caenides (Hewitson, 1868)
- D. caicus (Hewitson, 1868)
- D. calaon (Hewitson, 1877)
- D. carnis Evans, 1955
- D. cocha Evans, 1955
- D. cola Bell, 1959
- D. connexa Draudt, 1923
- D. costala Evans, 1955
- D. crithote (Hewitson, 1874)
- D. cuadrada (Weeks, 1901)
- D. cupavia (Mabille, 1897)
- D. curia Evans, 1955
- D. cyprius (Mabille, 1897)
- D. cypselus (Felder & Felder, 1867)
- D. decca Evans, 1955
- D. dimidiatus (Felder & Felder, 1867)
- D. diraspes (Hewitson, 1877)
- D. dividuum (Dyar, 1913)
- D. dognini (Mabille, 1889)
- D. dora Bell, 1947
- D. eburones (Hewitson, 1877)
- D. epiphanaeus (Felder & Felder, 1867)
- D. eryonas (Hewitson, 1877)
- D. faula (Godman, 1900)
- D. frater (Mabille, 1878)
- D. frontinia Evans, 1955
- D. gelus (Mabille, 1897)
- D. genes (Mabille, 1897)
- D. geon (Mabille, 1897)
- D. granites (Mabille, 1897)
- D. grovius (Mabille, 1897)
- D. hesperioides (Felder & Felder, 1867)
- D. hilina (Butler, 1870)
- D. huanca Evans, 1955
- D. ibhara (Butler, 1870)
- D. jelskyi (Erschoff, 1874)
- D. lalage (Godman, 1900)
- D. lenda Evans, 1955
- D. ligilla (Hewitson, 1877)
- D. lorda Evans, 1955
- D. mars Evans, 1955
- D. mentor Evans, 1955

- D. merida Evans, 1955
- D. mesoxantha (Plötz, 1884)
- D. miser Evans, 1955
- D. monospila (Mabille, 1897)
- D. mora Evans, 1955
- D. morva (Mabille, 1897)
- D. octomaculata (Godman, 1900)
- D. ochrolimbata Draudt, 1923
- D. orsines (Hewitson, 1877)
- D. oxaites (Hewitson, 1877)
- D. pantha Evans, 1955
- D. parma Evans, 1955
- D. plancus (Hopffer, 1874)
- D. polycrates (Felder & Felder, 1867)
- D. pota Bell, 1959
- D. pulchra (Godman, 1900)
- D. quadristriga (Mabille, 1889)
- D. quasca Bell, 1947
- D. ramirezi Freeman, 1969
- D. riza (Mabille, 1889)
- D. rosea Evans, 1955
- D. rubia Evans, 1955
- D. scylla (Mabille, 1897)
- D. seirocastnia Draudt, 1923
- D. semiargentea (Felder & Felder, 1867)
- D. sepia Evans, 1955
- D. spica Hayward, 1939
- D. taza Evans, 1955
- D. thalia Evans, 1955
- D. ticidas (Mabille, 1897)
- D. tona Evans, 1955
- D. vinca Evans, 1955
- D. xicca (Dyar, 1913)